# 陳揚產
陳揚產（1551年—1610年），字以清，貴州銅仁府民籍，四川富順縣人，治《春秋》。明朝政治人物。

## 生平
三月十八日生，行四，由國子生中式隆庆四年（1570年）庚午科貴州鄉試第八名舉人，年二十四歲中式萬曆二年（1574年）甲戌科會試第二百二十七名，第三甲第三十四名進士。授浙江海寧縣知縣。復除應城知縣。

## 家族
曾祖陳綺，倉副使；祖陳時謨，縣丞；父陳珊，府同知；嫡母孫氏；生母何氏。具慶下。兄楚產（監生）；淮產；吳產（貢士），弟黔產；魯產；周產；荀產。